# Eredivisie (vrouwenhandbal) 2002/03
De Lucardi Eredivisie is de hoogste afdeling van het Nederlandse handbal bij de vrouwen op landelijk niveau. In het seizoen 2002/2003 werd Zeeman Vastgoed/SEW landskampioen. AAC 1899 degradeerde naar de Eerste divisie.

## Teams
| Club                  | Plaats                  | Provincie     |
| --------------------- | ----------------------- | ------------- |
| FIQAS/Aalsmeer        | Aalsmeer                | Noord-Holland |
| AAC 1899              | Arnhem                  | Gelderland    |
| Groene Ster           | Zevenbergen             | Noord-Brabant |
| Hellas                | Den Haag                | Zuid-Holland  |
| Dijkoraad/Kwiek       | Raalte                  | Overijssel    |
| NEA                   | Ouderkerk aan de Amstel | Noord-Holland |
| Soluna/Olympia        | Hengelo                 | Overijssel    |
| Van der Voort Quintus | Kwintsheul              | Zuid-Holland  |
| Zeeman Vastgoed/SEW   | Nibbixwoud              | Noord-Holland |
| OpenLine/V&L          | Geleen                  | Limburg       |
| De Volewijckers       | Amsterdam               | Noord-Holland |
| VZV                   | 't Veld                 | Noord-Holland |

## Reguliere competitie
| Pos | Club                  | Wed | W  | G | V  | Ptn | DV  | DT  | +/−  | Opmerking                           |
| --- | --------------------- | --- | -- | - | -- | --- | --- | --- | ---- | ----------------------------------- |
| 1   | Zeeman Vastgoed/SEW   | 21  | 19 | 2 | 1  | 40  | 653 | 469 | +184 | Gekwalificeerd voor kampioenspoule  |
| 2   | Van der Voort Quintus | 21  | 19 | 2 | 1  | 40  | 606 | 423 | +183 | Gekwalificeerd voor kampioenspoule  |
| 3   | OpenLine/V&L          | 21  | 14 | 2 | 6  | 30  | 547 | 517 | +30  | Gekwalificeerd voor kampioenspoule  |
| 4   | Groene Ster           | 21  | 13 | 1 | 8  | 27  | 503 | 470 | +33  | Gekwalificeerd voor kampioenspoule  |
| 5   | Hellas                | 21  | 11 | 1 | 10 | 23  | 526 | 504 | +22  | Gekwalificeerd voor kampioenspoule  |
| 6   | Soluna/Olympia        | 21  | 11 | 1 | 10 | 23  | 499 | 492 | +7   | Gekwalificeerd voor kampioenspoule  |
| 7   | FIQAS/Aalsmeer        | 21  | 9  | 3 | 10 | 21  | 464 | 485 | −21  | Gekwalificeerd voor degradatiepoule |
| 8   | NEA                   | 21  | 7  | 2 | 13 | 16  | 445 | 478 | −33  | Gekwalificeerd voor degradatiepoule |
| 9   | De Volewijckers       | 21  | 8  | 0 | 14 | 16  | 485 | 535 | −50  | Gekwalificeerd voor degradatiepoule |
| 10  | VZV                   | 21  | 6  | 1 | 15 | 13  | 474 | 557 | −83  | Gekwalificeerd voor degradatiepoule |
| 11  | AAC 1899              | 21  | 3  | 2 | 17 | 8   | 451 | 575 | −124 | Gekwalificeerd voor degradatiepoule |
| 12  | Dijkoraad/Kwiek       | 21  | 3  | 1 | 18 | 7   | 449 | 597 | −148 | Gekwalificeerd voor degradatiepoule |

## Nacompetitie

### Degradatiepoule

#### 1e ronde

##### Degradatiegroep A
| Pos | Club            | Wed | W | G | V | Ptn | DV  | DT | +/− | Opmerking               |
| --- | --------------- | --- | - | - | - | --- | --- | -- | --- | ----------------------- |
| 1   | FIQAS/Aalsmeer  | 4   | 4 | 0 | 0 | 8   | 104 | 93 | +11 |                         |
| 2   | De Volewijckers | 4   | 2 | 0 | 2 | 4   | 93  | 88 | +5  |                         |
| 3   | AAC 1899        | 4   | 0 | 0 | 4 | 0   | 77  | 93 | −16 | Spelen tegen degradatie |

##### Degradatiegroep B
| Pos | Club            | Wed | W | G | V | Ptn | DV | DT | +/− | Opmerking               |
| --- | --------------- | --- | - | - | - | --- | -- | -- | --- | ----------------------- |
| 1   | NEA             | 4   | 3 | 0 | 1 | 6   | 79 | 63 | +16 |                         |
| 2   | Dijkoraad/Kwiek | 4   | 2 | 0 | 2 | 4   | 79 | 84 | −5  |                         |
| 3   | VZV             | 4   | 1 | 0 | 3 | 2   | 79 | 90 | −11 | Spelen tegen degradatie |

#### 2e Ronde
| 5 april 2003 | AAC 1899 | 21 - 17 | VZV |

| 3 mei 2003 | VZV | 20 - 16 | AAC 1899 |

AAC 1899 degradeerde uit de Eredivisie.

##### Best of Two
- AGL/BFC winnaar van nacompetitie Eerste Divisie.

| 10 mei 2003 | AGL/BFC | 22 - 26 | VZV |

| 17 mei 2003 | VZV | 31 - 24 | AGL/BFC |

VZV blijft in de Eredivisie. 

### Kampioenspoule

##### Kampioensgroep A
| Pos | Club                | Wed | W | G | V | Ptn | DV  | DT  | +/− | Opmerking                    |
| --- | ------------------- | --- | - | - | - | --- | --- | --- | --- | ---------------------------- |
| 1   | Zeeman Vastgoed/SEW | 4   | 3 | 0 | 1 | 6   | 112 | 110 | +2  | Geplaatst voor Best of Three |
| 2   | Hellas              | 4   | 2 | 0 | 2 | 4   | 113 | 114 | −1  |                              |
| 3   | OpenLine/V&L        | 4   | 1 | 0 | 3 | 2   | 104 | 105 | −1  |                              |

##### Kampioensgroep B
| Pos | Club                  | Wed | W | G | V | Ptn | DV  | DT  | +/− | Opmerking                    |
| --- | --------------------- | --- | - | - | - | --- | --- | --- | --- | ---------------------------- |
| 1   | Van der Voort Quintus | 4   | 4 | 0 | 0 | 8   | 117 | 88  | +29 | Geplaatst voor Best of Three |
| 2   | Groene Ster           | 4   | 2 | 0 | 2 | 4   | 108 | 95  | +13 |                              |
| 3   | Soluna/Olympia        | 4   | 0 | 0 | 4 | 0   | 73  | 115 | −42 |                              |

## Best of Three
| 4-5 april 2003 | Zeeman Vastgoed/SEW | 25 - 24 | Van der Voort Quintus | 't Span, Wognum |
| 4-5 april 2003 |                     |         |                       | 't Span, Wognum |
| 4-5 april 2003 |                     |         |                       | 't Span, Wognum |

| 12-13 april 2003 | Van der Voort Quintus | 19 - 24 | Zeeman Vastgoed/SEW | Van der Voorthal, Kwintsheul |
| 12-13 april 2003 |                       |         |                     | Van der Voorthal, Kwintsheul |
| 12-13 april 2003 |                       |         |                     | Van der Voorthal, Kwintsheul |

| 19 april 2003 | Zeeman Vastgoed/SEW | v | Van der Voort Quintus | 't Span, Wognum |
| 19 april 2003 |                     |   |                       | 't Span, Wognum |
| 19 april 2003 |                     |   |                       | 't Span, Wognum |